# Monacon aurantiops
Monacon aurantiops is een vliesvleugelig insect uit de familie Perilampidae. De wetenschappelijke naam is voor het eerst geldig gepubliceerd in 1980 door Boucek.